# Fissidens simplex
Fissidens simplex là một loài Rêu trong họ Fissidentaceae. Loài này được (M. Fleisch.) Paris mô tả khoa học đầu tiên năm 1904.